# Tümer Metin
Tümer Metin (Zonguldak, 14 oktober 1974) is een Turks oud-voetballer. Zijn laatste club was het Griekse AO Kerkyra.

## Clubcarrière
Hij besloot om voetballer te worden op jonge leeftijd, en schreef zich in bij Zonguldakspor. Tümer speelde zo goed bij Zonguldakspor , dat hij werd geselecteerd voor het Turkse elftal -17 en speelde drie jaar voor het A-elftal. In 1995 probeerde Istanbulspor hem binnen te halen maar Tumer wilde niet naar Istanbulspor, en koos in 1997 voor Vanspor dat toen nog in de Super Lig speelde.
Tümer speelde goed, maar Vanspor niet: ze stonden laatste en Tümer ging in de winterstop naar Samsunspor. Bij Samsunspor speelde hij nog beter en mocht meedoen met Jong Turkije. Tümer speelde vier jaar in het shirt van Samsunspor en verhuisde in het seizoen 2001-2002 naar Beşiktaş JK samen met İlhan Mansız. Aan het begin van het seizoen 2006-2007 vertrok hij naar Fenerbahçe. Om zijn legerdienst te ontwijken, moest Tümer in januari 2008 vertrekken naar het buitenland. Hij tekende een contract voor 3,5 maanden bij het Griekse AE Larissa. In de zomer van 2011 vertrok hij naar AO Kerkyra. Na vijf wedstrijden zette hij een punt achter zijn actieve loopbaan.

## Interlandcarrière
Ook in het nationale elftal van Turkije heeft hij succes geboekt. In de kwalificatiewedstrijden voor het WK 2006 scoorde Tümer Metin 3 keer, waarmee hij Turkije op sleeptouw nam, en ze naar de play-offs loodste.
Tevens had hij een plek in de selectie van bondscoach Fatih Terim waarmee hij tegen Duitsland 1 keer mocht invallen waarbij hij een belangrijke vrije trap in de laatste minuut heel hoog over het doel schoot.
1 Reçber ·
2 Servet ·
3 Balta ·
4 Zan ·
5 Emre Belözoğlu  ·
6 Mehmet Topal ·
7 Mehmet Aurélio ·
8 Nihat ·
9 Şentürk ·
10 Karadeniz ·
11 Metin ·
12 Zengin ·
13 Emre Güngör ·
14 Turan ·
15 Emre Aşık ·
16 Boral ·
17 Tuncay Şanlı ·
18 Kâzım-Richards ·
19 Akman ·
20 Sarıoğlu ·
21 Erdinç ·
22 Altıntop ·
23 Demirel ·
Coach: Terim